# Elettra Morini
Elettra Morini (Milano, 27 maggio 1937) è un'ex ballerina italiana.
Diplomatasi alla Scala nel 1956, esordì come solista due anni dopo, in Capriccio spagnolo. 
Nel 1955 alla Scala è la mamma nella prima di Racconto d'inverno di Renzo Rossellini diretta da Luciano Rosada, nel 1956 diretta da Rosada balla nella prima di Le nozze d'Aurora di Pëtr Il'ič Čajkovskij con Alicia Markova e Danza cinese nella prima di Lo schiaccianoci con Margot Fonteyn e nel 1957 diretta da Rosada una delle amiche di Rosaria nella prima assoluta di La lampara di Franco Donatoni, una delle pas de six nella prima di Il principe delle Pagode di Benjamin Britten con una giovane Carla Fracci, danza ne Le stagioni di Aleksandr Glazunov, nella prima assoluta di Mosè di Darius Milhaud nella trasferta scaligera al Teatro Morlacchi di Perugia e la fata della Primavera nella prima di Cenerentola con la Fracci.
Nel 1962 divenne prima ballerina, ma nel 1982 si ritirò dalle scene. 10 anni dopo sposa il cantautore, attore e produttore discografico Tony Renis.
Nel 2001 scrisse il volume autobiografico Ballerina. La mia vita in punta di piedi.
| Controllo di autorità | VIAF (EN) 10757196 · ISNI (EN) 0000 0000 7867 3513 · SBN TO0V417074 · LCCN (EN) n2002096868 · GND (DE) 123556449 |